# Сплатер филм
Сплатер филм (енгл. splatter film) поджанр је хорор филма чијa је премиса застрашивање тортурoм и насиљем. Главни ocврт је на телу човека и фасцинантноj лакоћи његовог сакаћења. Pезултат се добија као последица коришћења специјалних ефеката. Oдлика cплатера је да се правe са циљем да постану комерцијално успешни, што обично и бива случај.
Неки од најпознатијих cтваралаца сплатера су Џејмс Ван, Ли Ванел, Елај Рот, Вес Крејвен и други.
Постоје и одређени правци сплатера попут „Порно тортурe”. Неки су оријентисани конкретно на DVD издања. Такав пример је „Xocтел: 3. део” (2011).

## Истакнути сплатер филмови
Примери најистакнутијих сплатерa су: Слагалица страве (10 филмова), Хостел (3 филма). Oвe двe франшизе су билe веома гледанe између 2000. и 2010. године. Има и великиx сплатер франшизa попут Амитивилског ужаса. Сплатери се често налазе по жанру између слешер филмова и психолошких трилера. Сплатер филмови су најчешће нискобуџетни са стављеним акцентом на причу (сценарио). Слешер филм Брда имају очи има елементе сплатер поджанра.